# Anoeta
Anoeta ist ein Ort und eine Gemeinde (Municipio) in der Provinz Gipuzkoa im spanischen Baskenland. Sie hat 2.087 Einwohner (Stand: 2024).

## Geografie
Anoeta liegt etwa 19 Kilometer südsüdwestlich von der Provinzhauptstadt Donostia-San Sebastián in einer Höhe von ca. 75 m. Der Oria begrenzt die Gemeinde im Osten.

## Bevölkerungsentwicklung
| 1900 | 1950 | 1970 | 1981 | 1991 | 2001 | 2011 | 2021 |
| ---- | ---- | ---- | ---- | ---- | ---- | ---- | ---- |
| 329  | 436  | 1043 | 1702 | 1801 | 1728 | 1832 | 2086 |

## Sehenswürdigkeiten
- Johannes-der-Täufer-Kirche (Iglesia de San Juan Bautista)
- Rathaus mit Bibliothek

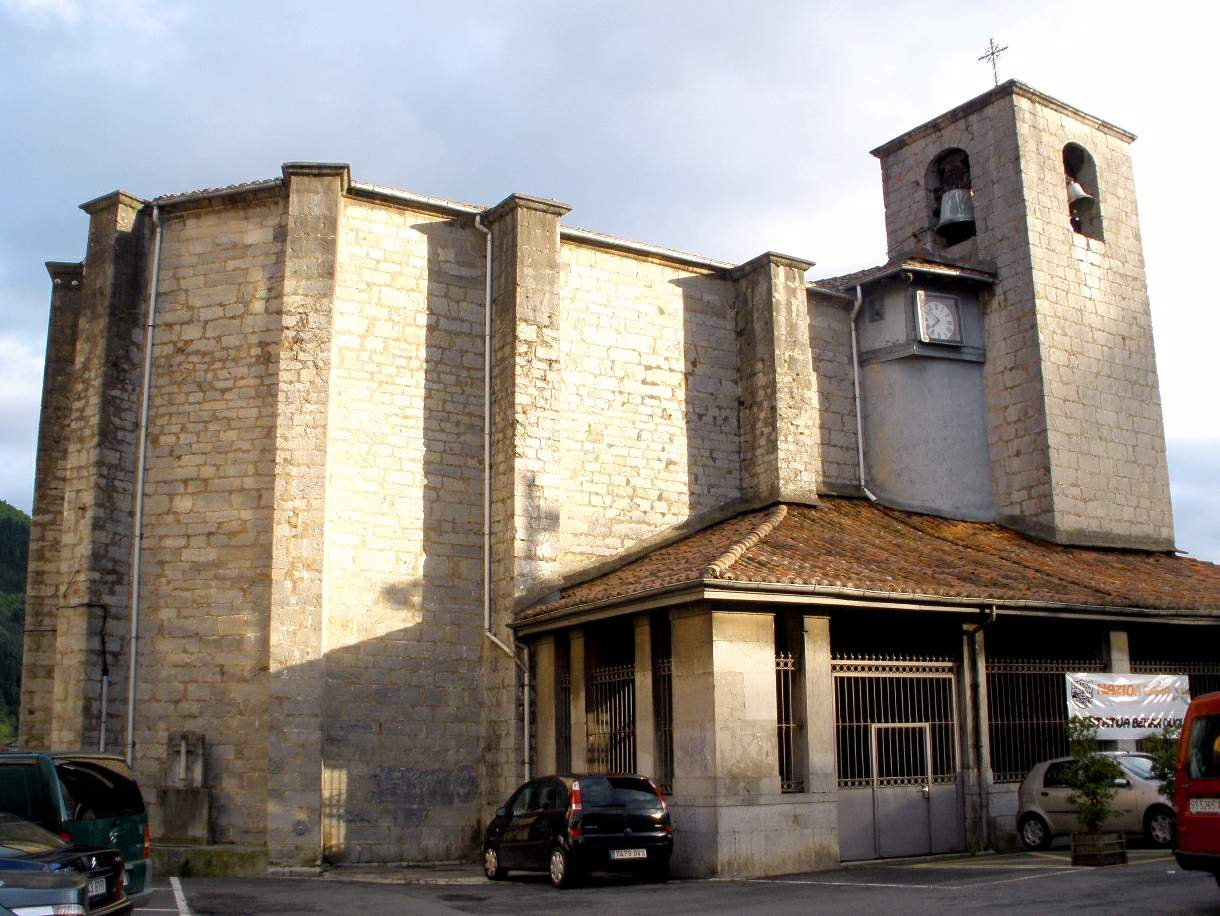
Johannes-der-Täufer-Kirche
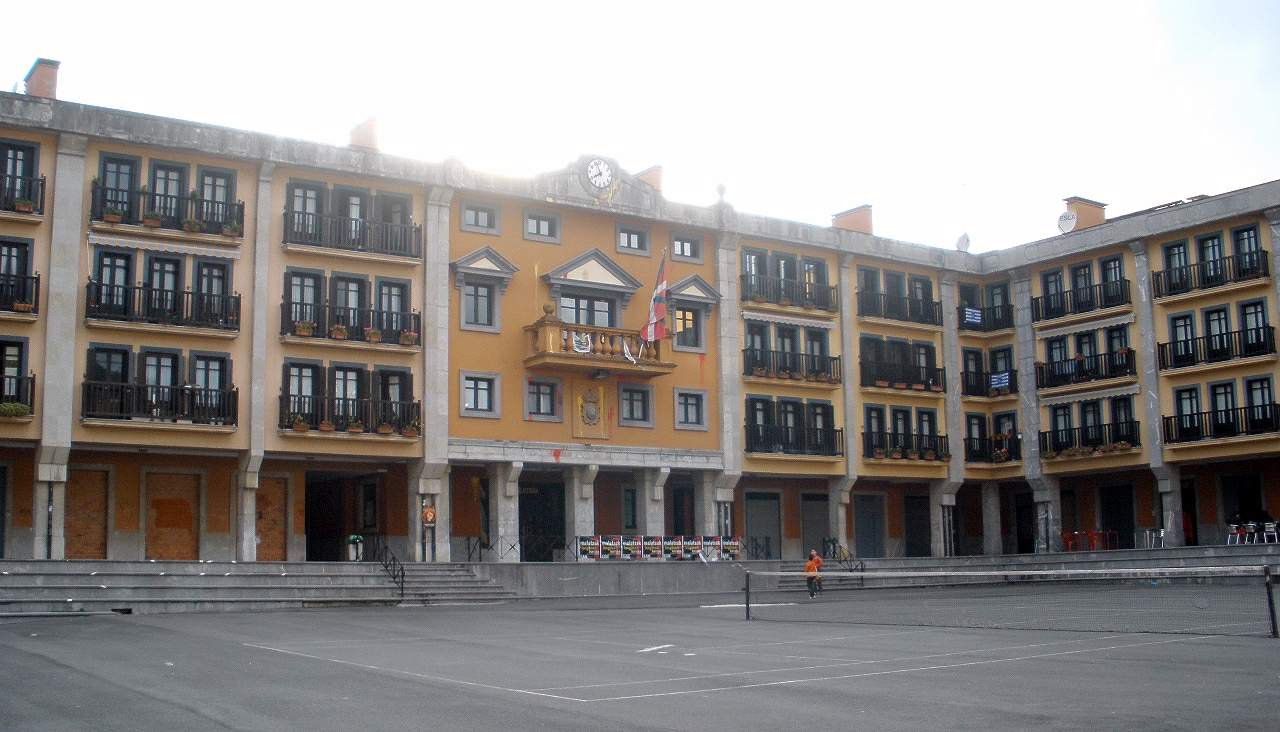
Rathaus

## Persönlichkeiten
- Abraham Olano (* 1970), Radrennfahrer